# الدورة 15 للجنة التراث العالمي
الدورة 15 للجنة التراث العالمي عقدت من 9 إلى 13 ديسمبر 1991 في مدينة قرطاج في تونس.

في هذه الدورة تم إضافة 22 موقع جديد، 16 موقع ثقافي و6 مواقع طبيعية.

## الإضافات الجديدة

### الأماكن الطبيعية الجديدة
- خليج شارك في أستراليا.
- دلتا الدانوب في رومانيا.
- منتزه الكومودو الوطني في أندونيسيا.
- منتزه أوجونغ كولون الوطني في أندونيسيا.
- المحميات الطبيعية لجبال العير وصحراء تينيري في النيجر.
- محميات حيوانات ثونغ ياي – هواي كا كانغ في تايلاند.

### الأماكن الثقافية الجديدة
- دير لورش في ألمانيا.
- راوما القديمة في فنلندا.
- كاتدرائية نوتردام دو باري، وكذلك دير القديس ريمي، وأيضا قصر تو في فرنسا.
- مركز موريليا التاريخي في المكسيك.
- قصر دروتنينغهولم الملكي في السويد.
- مجمع بوروبودور في أندونيسيا.
- برامبانان في أندونيسيا.
- قلعة سوومنلينا في فنلندا.
- دير بوبليت في إسبانيا.
- منتزه سييرا دا كبيفارا الوطني في البرازيل.
- ضفاف نهر السين في باريس في فرنسا.
- معبد دامبولا الذهبي في سريلانكا.
- مدينة سوكري التاريخية في بوليفيا.
- مدينة سوخوتاي التاريخية والمدن التابعة لها والقريبة منها في تايلاند.
- مدينة أيوتثايا التاريخية في تايلاند.
- جزيرة الموزمبيق في الموزمبيق.

### مواقع أخرى
تم تمديد صفة موقع التراث العالمي لمدينة ليما التاريخية في البيرو.

## مقالات ذات صلة
- لجنة التراث العالمي.
- مواقع التراث العالمي.
- يونسكو

## روابط خارجية
- الصفحة الرسمية للدورة 15 على موقع لجنة التراث العالمي.
- الموقع الرسمي للجنة التراث العالمي.